# ウィーン地方鉄道400形電車
400形は、オーストリアの交通事業者であるウィーン地方鉄道が所有する電車。同鉄道が運営するヴィーン - バーデン地方線で初となるバリアフリーに適した部分超低床電車で、TW400形という形式名で呼ばれる場合もある。

## 概要
ウィーン地方鉄道が運営する、ウィーン市内と郊外を結ぶヴィーン - バーデン地方線の列車本数増加による輸送力増強を目的に、ボンバルディア・トランスポーテーション（現：アルストム）に発注が実施された形式。1軸台車を有する中間車体を挟んだ両運転台・両方向型の3車体連接車で、ウィーン地下鉄U6号線向けに製造されたT形・T1形を基に設計が行われている。車内は床上高さ410 mmの低床構造となっている他、車内には車椅子やベビーカーが設置可能なフリースペースが1箇所存在しており、バリアフリーに対応した構造となっている。

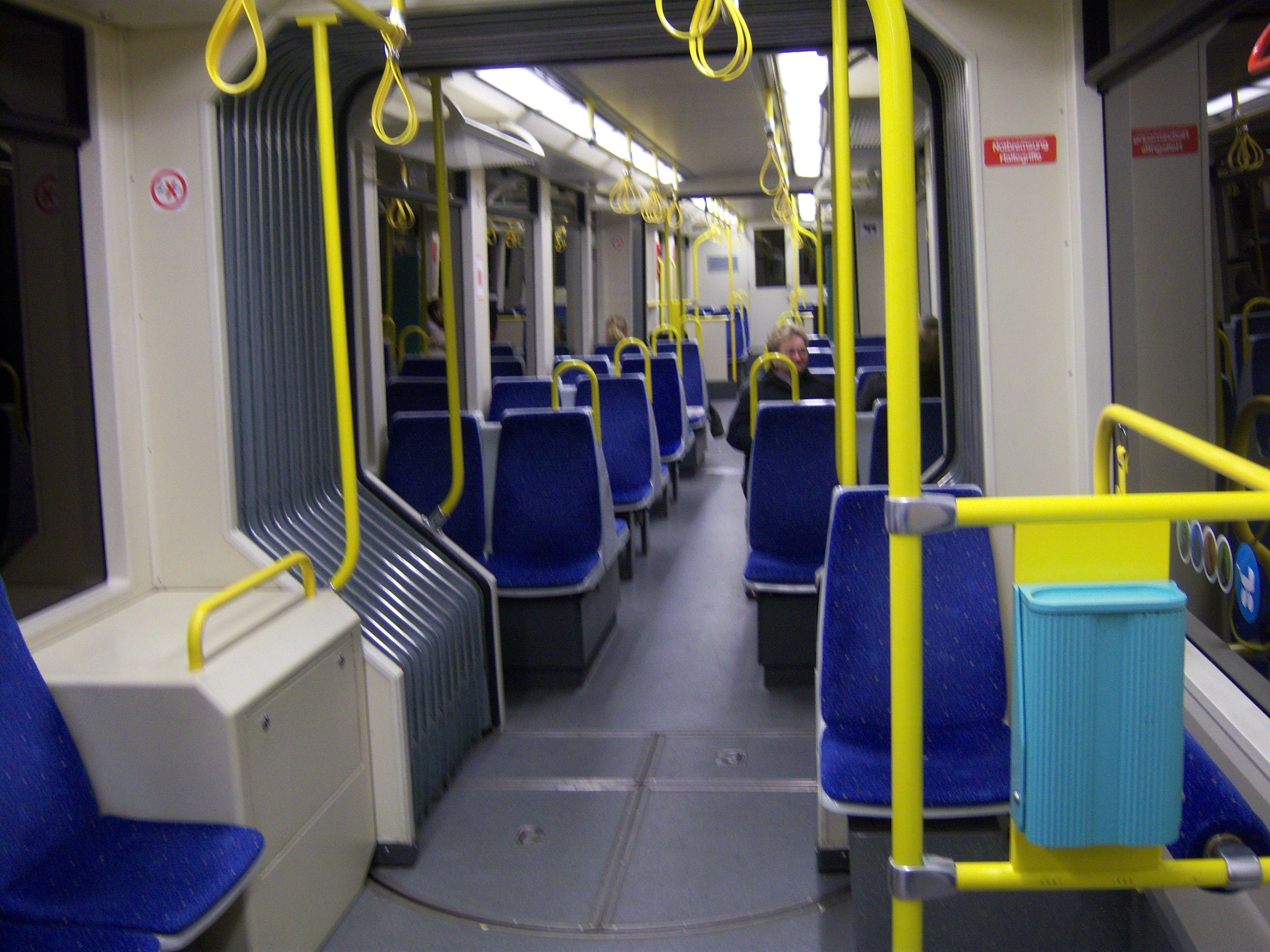
車内
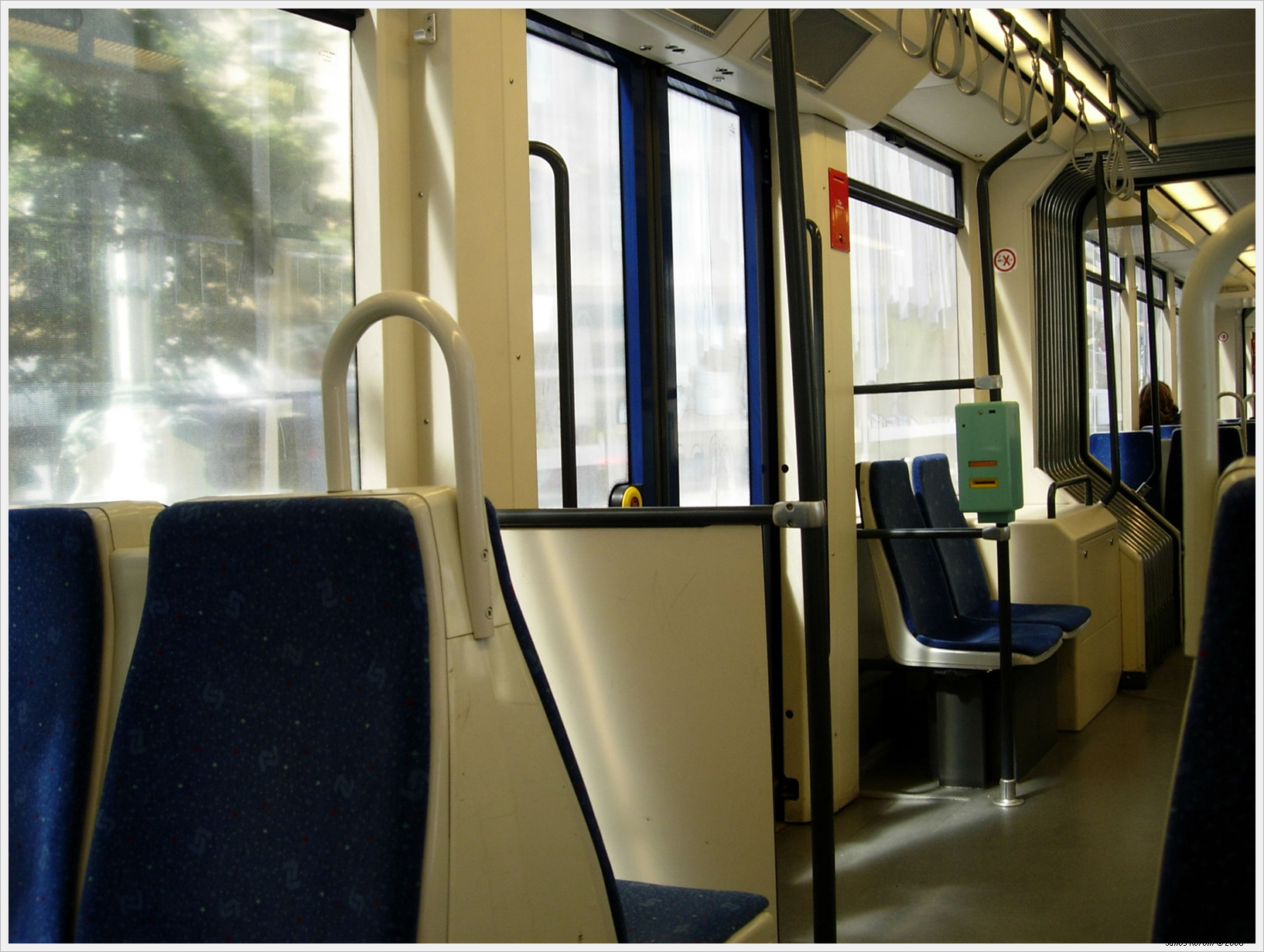
車内（乗降扉付近）
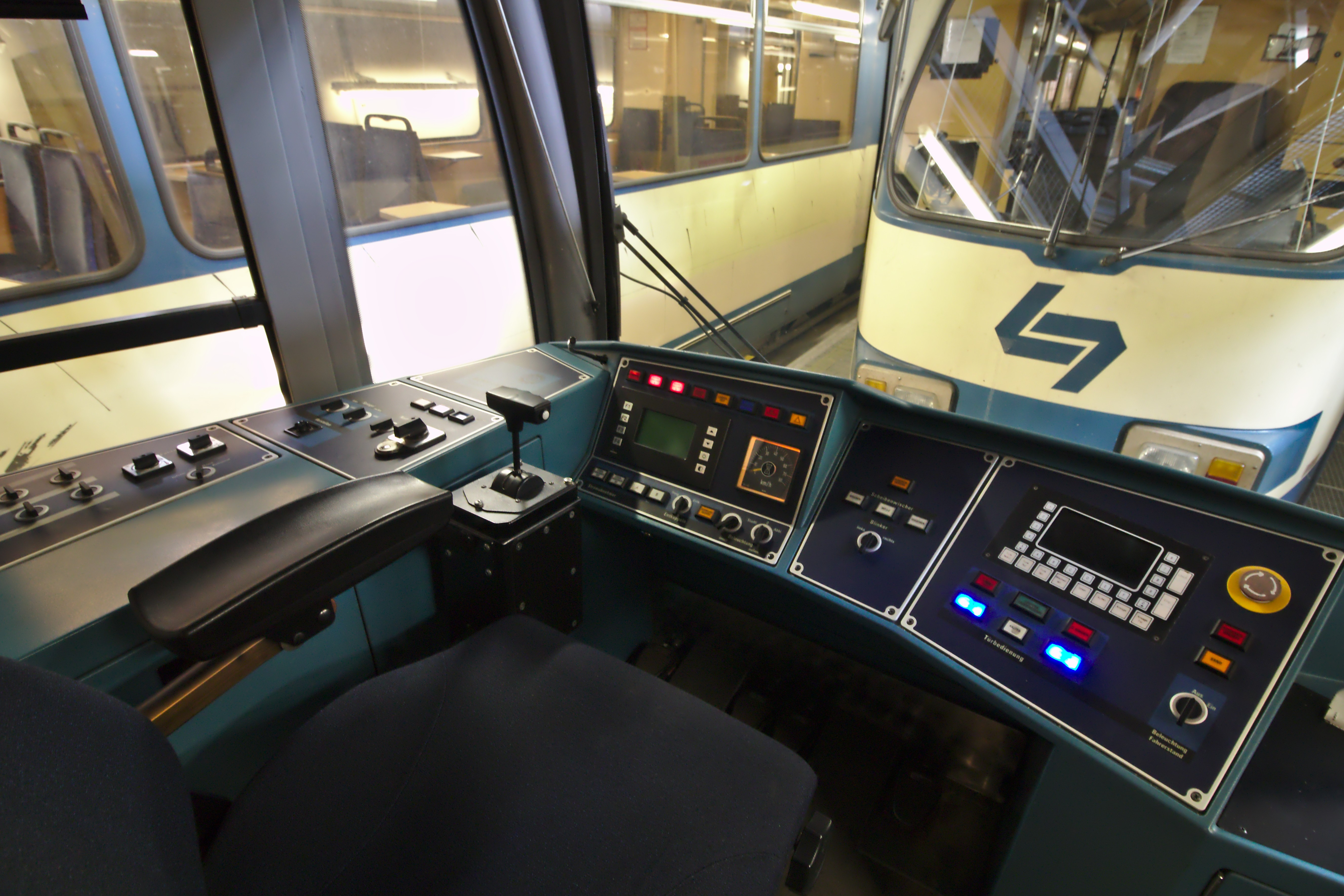
運転台

最初の車両となる6両は1998年に発注が行われ、2000年9月4日から営業運転を開始し、以降2006年、2009年、2010年にもオプション権を行使する形で断続的に増備が実施された。これらのうち、2009年と2010年に製造された4両は連邦障害者平等法（BGStG）に基づき乗降扉の1つに車椅子用リフトが搭載されており、それ以前に製造された車両についても設置が行われている。2023年現在14両（401 - 414）が在籍しており、高床式車両の100形と連結する運用も組まれている。

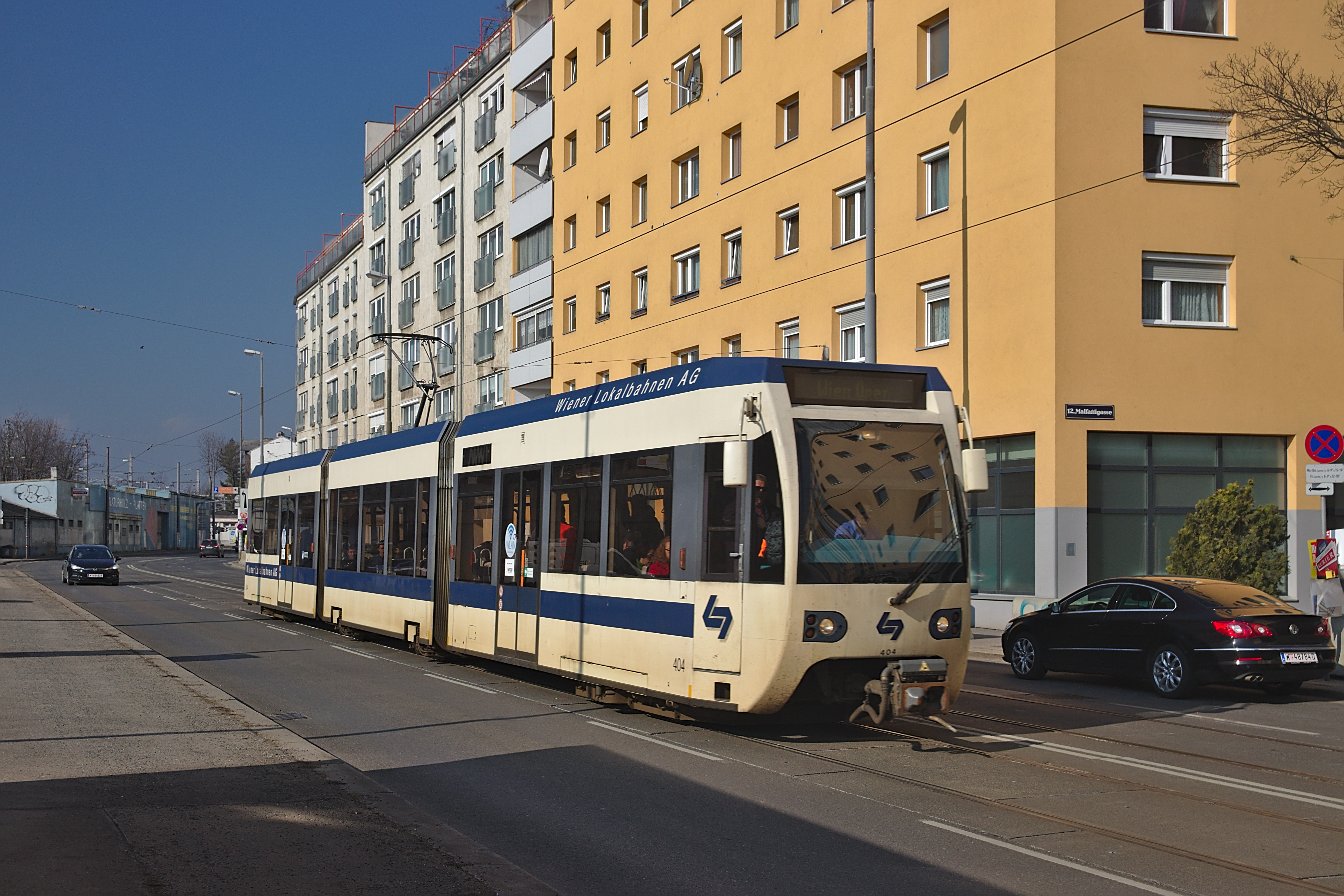
併用軌道を走行する400形（2018年撮影）
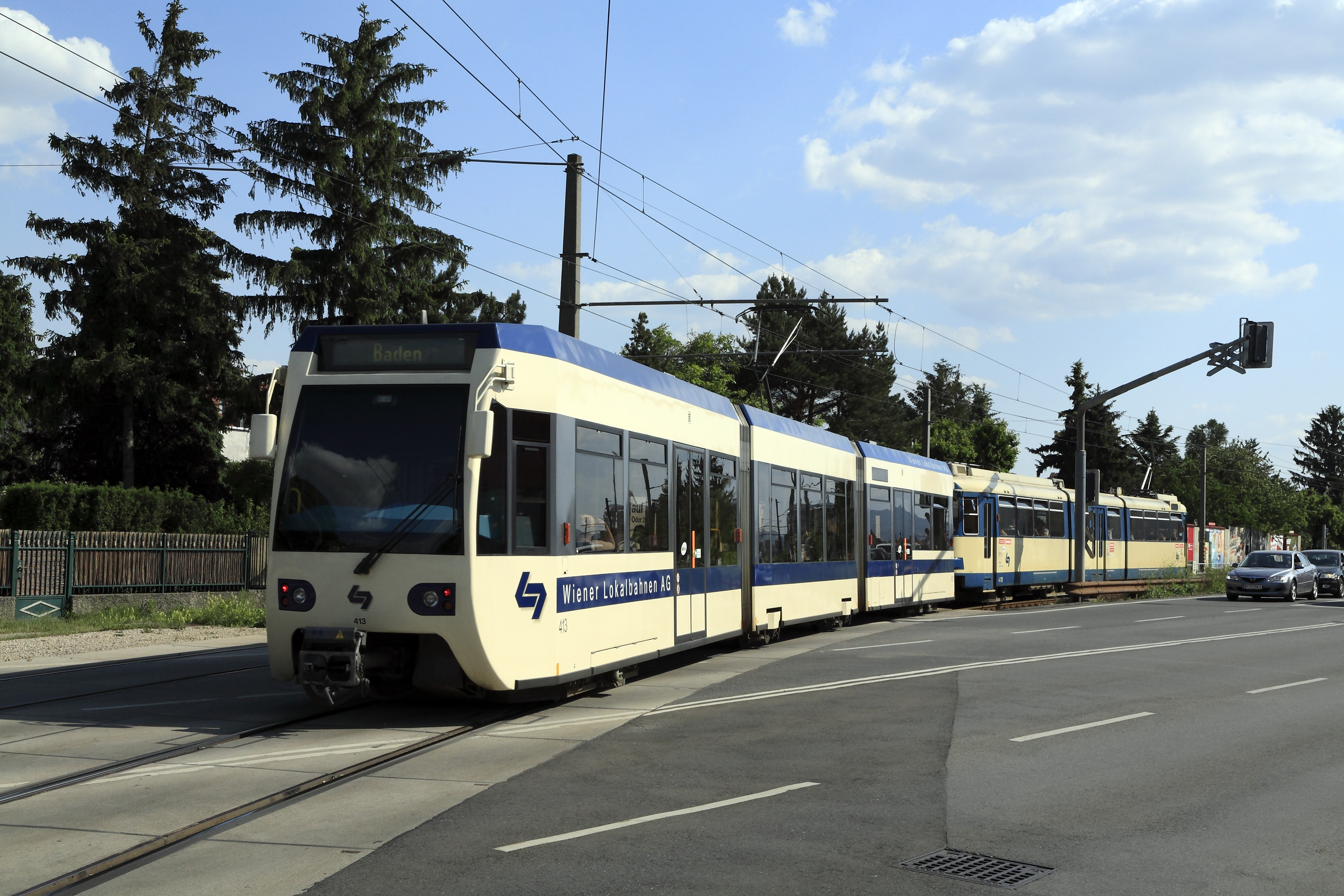
高床式車両の100形と連結運転を行う400形（2012年撮影）
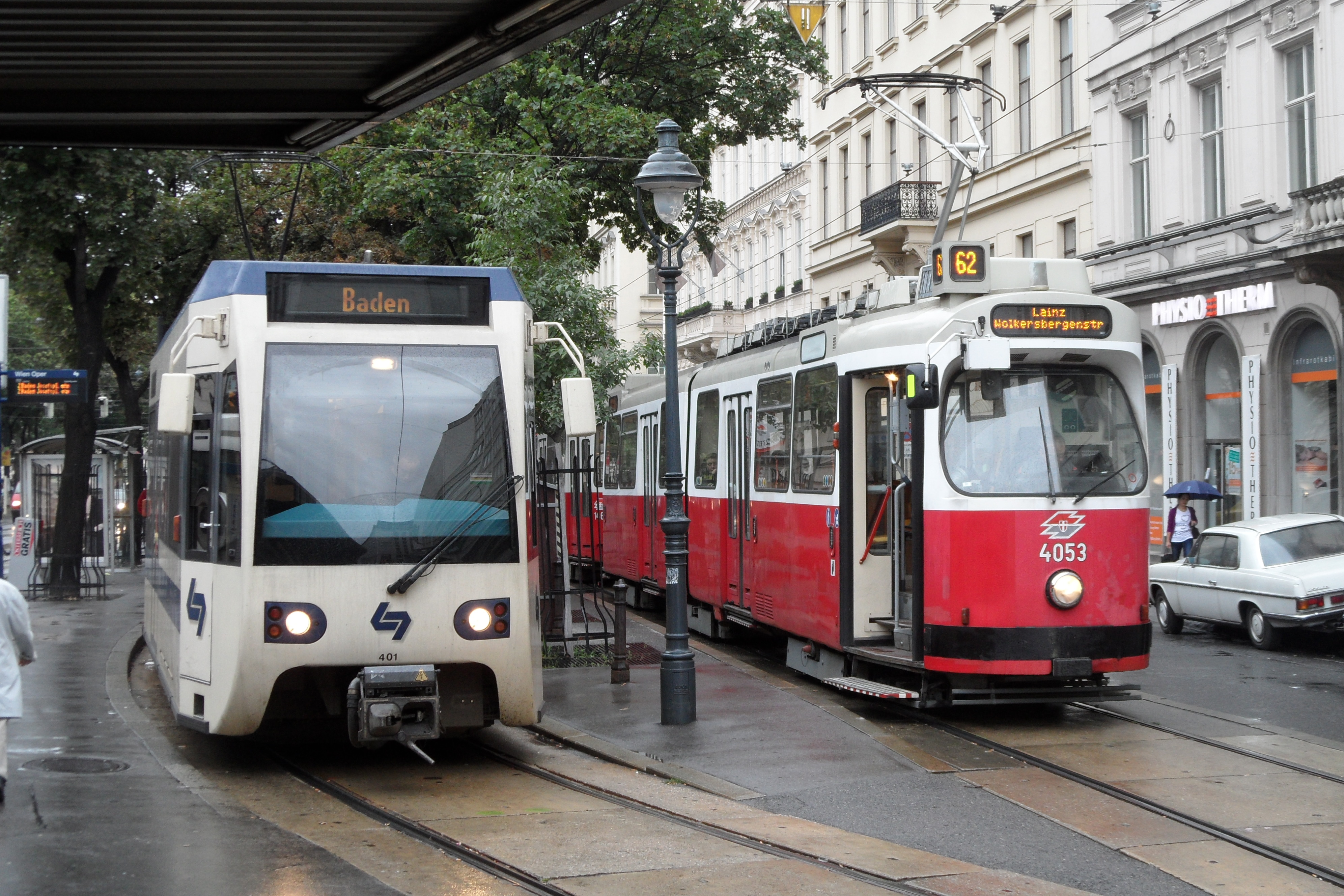
ウィーン市電の電車（右）と並ぶ400形（左）（2011年撮影）